# Orontium aquaticum

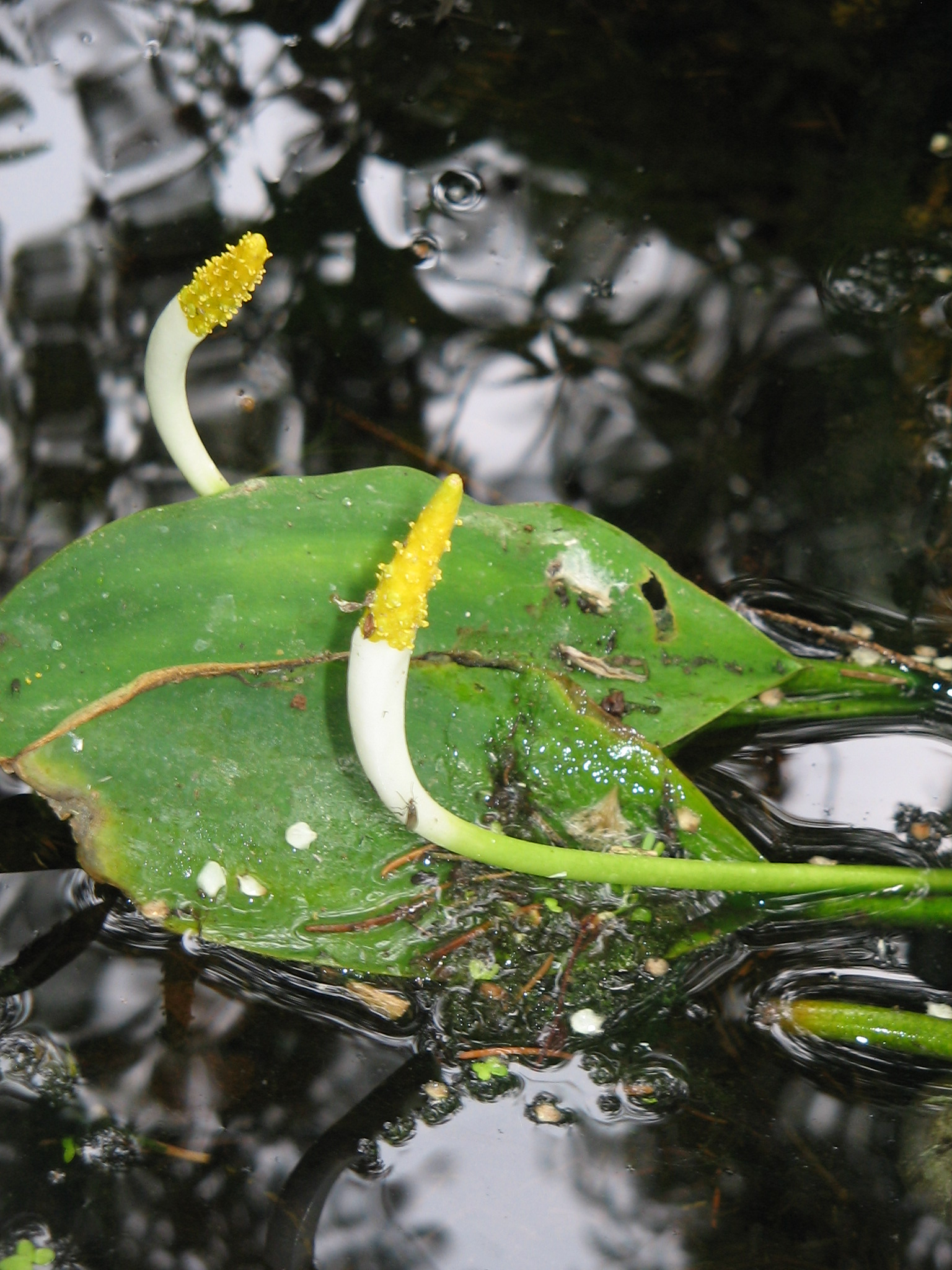
Orontium aquaticum (detalhe da planta).

Orontium aquaticum é uma espécie de plantas com flor pertencente ao género monotípico Orontium da família Araceae. A espécie é um endemismo da região leste da América do Norte, onde ocorre em zonas encharcadas nas margens de lagos, albufeiras e cursos de água pouco profundos, preferindo ambientes acídicos. A espécie encontra-se naturalizada na Suécia onde apresenta potencial para se transformar em espécie invasora.

## Descrição
A única espécie extante do género Orontium, a espécie Orontium aquaticum é um endemismo do leste da América do Norte, onde ocorre em habitats encharcados, nomeadamente em lagoas, margens de regatos e de lagos pouco profundos. A espécie prefere ambientes acídicos.
As folhas são pontiagudas com ápice oval, com uma superfície repelente da água (revestida por cera hidrófoba). A inflorescência é notável por apresentar uma espata esverdeada, extremamente pequena, quase indistinguível, a rodear o espádice, que logo nas fases iniciais da floração murcha e desaparece, deixando o espádice nu. A floração ocorre na primavera.
O povos povos ameríndios norte americanos comiam as sementes e rizomas, que eram previamente secos e moídos até ficaram reduzidos a uma substância amilácea.

## Taxonomia
Orontium aquaticum foi descrito por Carolus Linnaeus e publicado em Species Plantarum 1: 324. 1753.
O nome binomial tem uma vasta sinonímia, que entre outros, inclui os seguintes sinónimos taxonómico: 
- Aronia aquatica (L.) Baill., Hist. Pl. 13: 508 (1895).
- Pothos ovatus Walter, Fl. Carol.: 224 (1788).
- Amidena undulata Raf., Autik. Bot.: 197 (1840).
- Orontium angustifolium Raf., Autik. Bot.: 197 (1840).
- Orontium vaginatum Raf., Autik. Bot.: 197 (1840), sinónimo provisório.[4]